# Élections législatives de 1986 dans l'Aveyron
Les élections législatives françaises de 1986 ont lieu le 16 mars 1986. Dans le département de l'Aveyron, trois députés sont à élire dans le cadre d'un scrutin proportionnel par liste départementale à un seul tour.

## Élus
| Député élu       |  | Parti     |
| ---------------- |  | --------- |
| Jacques Godfrain |  | RPR       |
| Jean Briane      |  | UDF (CDS) |
| Jean Rigal       |  | MRG       |

## Listes en présence

### Extrême gauche (MPPT)
| N° | Candidats            | Parti | Parti | Principales fonctions |
| -- | -------------------- | ----- | ----- | --------------------- |
| 01 | Marc Mennecier       |       | MPPT  | Médecin, Millau       |
| 02 | Jean-Claude Foulquié |       | MPPT  | Agriculteur           |
| 03 | Jacques Portes       |       | MPPT  | Rectifieur automobile |
|    |                      |       |       |                       |
| 04 | Aline Bartsch        |       | MPPT  | Journaliste           |
| 05 | Jean-Paul Cros       |       | MPPT  | Directeur d'école     |

### Parti communiste français
| N° | Candidats         | Parti | Parti | Principales fonctions                    |
| -- | ----------------- | ----- | ----- | ---------------------------------------- |
| 01 | Michel Fages      |       | PCF   | Ajusteur, Decazeville                    |
| 02 | Pierre Bonnal     |       | PCF   | Deuxième adjoint au maire de Millau      |
| 03 | Ginette Issalis   |       | PCF   | Lingère, Rodez                           |
|    |                   |       |       |                                          |
| 04 | Georges Fontanier |       | PCF   | Deuxième adjoint au maire de Decazeville |
| 05 | Claude Dintilhac  |       | PCF   | Aide-soignante, Villefranche-de-Rouergue |

### Majorité présidentielle (MRG-PS)
| N° | Candidats        | Parti | Parti | Principales fonctions                               |
| -- | ---------------- | ----- | ----- | --------------------------------------------------- |
| 01 | Jean Rigal       |       | MRG   | Député sortant et maire de Villefranche-de-Rouergue |
| 02 | Guy Durand       |       | PS    | Premier adjoint au maire de Millau                  |
| 03 | Jean-Paul Salvan |       | PS    | Architecte, Rodez                                   |
|    |                  |       |       |                                                     |
| 04 | Mireille Larrouy |       | PS    | Conseillère municipale de Rodez                     |
| 05 | Pierre Riols     |       | PS    | Conseiller général et maire de Capdenac             |

### Opposition (RPR-UDF)
| N° | Candidats        | Parti | Parti   | Principales fonctions                                                    |
| -- | ---------------- | ----- | ------- | ------------------------------------------------------------------------ |
| 01 | Jacques Godfrain |       | RPR     | Député sortant, conseiller général et adjoint au maire de Saint-Affrique |
| 02 | Jean Briane      |       | UDF-CDS | Député sortant                                                           |
| 03 | André Trébosc    |       | UDF-PR  | Conseiller municipal de Villefranche-de-Rouergue                         |
|    |                  |       |         |                                                                          |
| 04 | Régine Taussat   |       | RPR     | Enseignante, Rodez                                                       |
| 05 | Jacques Delfieux |       | UDF     | Maire de Campuac                                                         |

### Divers droite (UDF diss.)
| N° | Candidats           | Parti | Parti           | Principales fonctions                                                   |
| -- | ------------------- | ----- | --------------- | ----------------------------------------------------------------------- |
| 01 | Hubert Bouyssière   |       | DVD (UDF diss.) | Conseiller général, vice-président du conseil général et maire de Najac |
| 02 | Josyane Falzon      |       | DVD             | Adjointe au maire de Sainte-Radegonde                                   |
| 03 | Armand Ferlaud      |       | DVD             | Directeur de société, Villefranche-de-Rouergue                          |
|    |                     |       |                 |                                                                         |
| 04 | Jean-Jacques Jammet |       | DVD             | Docteur en chirurgie dentaire, Millau                                   |
| 05 | Robert Escaffre     |       | DVD (UDF diss.) | Avocat, Rodez                                                           |

### Front national
| N° | Candidats     | Parti | Parti | Principales fonctions |
| -- | ------------- | ----- | ----- | --------------------- |
| 01 | Max Cabantous |       | FN    | Maître de conférences |
| 02 |               |       | FN    |                       |
| 03 |               |       | FN    |                       |
|    |               |       |       |                       |
| 04 |               |       | FN    |                       |
| 05 |               |       | FN    |                       |

## Résultats

### Résultats à l'échelle du département
| Liste Parti politique | Liste Parti politique                                                                                               | Tête de liste     | Tour unique | Tour unique | Sièges |
| Liste Parti politique | Liste Parti politique                                                                                               | Tête de liste     | Voix        | %           | Sièges |
| --------------------- | --- | ----------------- | ----------- | ----------- | ------ |
|                       | Liste d'union de l'opposition aveyronnaise Rassemblement pour la République (UDF)                                   | Jacques Godfrain  | 83 910      | 49,89       | 2      |
|                       | Pour une majorité de progrès avec le président de la République Mouvement des radicaux de gauche (PS)               | Jean Rigal        | 59 059      | 35,12       | 1      |
|                       | Liste présentée par le Parti communiste français Parti communiste français                                          | Michel Fages      | 9 121       | 5,42        | 0      |
|                       | Liste de Rassemblement national présentée par le Front national Front national                                      | Max Cabantous     | 8 126       | 4,83        | 0      |
|                       | Liste d'union indépendante et libérale Divers droite (diss. Union pour la démocratie française)                     | Hubert Bouyssière | 6 603       | 3,92        | 0      |
|                       | Liste du Mouvement pour un parti des travailleurs Aveyron Extrême gauche (Mouvement pour un parti des travailleurs) | Marc Mennecier    | 1 354       | 0,80        | 0      |
|                       | |                   |             |             |        |
| Inscrits              | Inscrits | Inscrits          | 212 406     | 100,00      | 3      |
| Abstentions           | Abstentions | Abstentions       | 35 563      | 16,74       |        |
| Votants               | Votants | Votants           | 176 843     | 83,26       |        |
| Blancs et nuls        | Blancs et nuls | Blancs et nuls    | 8 670       | 4,90        |        |
| Exprimés              | Exprimés | Exprimés          | 168 173     | 95,10       |        |